# Idiothele nigrofulva
Espèce
Synonymes
- Pterinochilus nigrofulvus Pocock, 1898
- Pterinochilus crassispina Purcell, 1902
- Harpactirella leleupi Benoit, 1965

Idiothele nigrofulva est une espèce d'araignées mygalomorphes de la famille des Theraphosidae.

## Distribution
Cette espèce se rencontre en Afrique du Sud, en Namibie, au Botswana, au Zimbabwe et au Mozambique,.

## Description
Les mâles mesurent de 24,8 à 37,9 mm et les femelles mesurent de 29,3 à 38,2 mm.

## Publication originale
- Pocock, 1898 : On the Arachnida taken in the Transvaal and in Nyasaland by Mr W. L. Distant and Dr Percy Rendall. Annals and Magazine of Natural History, sér. 7, vol. 1, p. 308-321 (texte intégral).